# Kibatalia laurifolia
Kibatalia laurifolia là một loài thực vật có hoa trong họ La bố ma. Loài này được (Ridl.) Woodson mô tả khoa học đầu tiên năm 1936.